# Mikiah Brisco
Mikiah Brisco (ur. 14 sierpnia 1996 w Baton Rouge) – amerykańska lekkoatletka, specjalistka od biegów płotkarskich.
W 2013 zdobyła brąz mistrzostw świata juniorów młodszych w Doniecku na dystansie 100 metrów przez płotki.
Złota medalistka mistrzostw NCAA.

## Osiągnięcia
| Rok  | Impreza                               | Miejsce  | Konkurencja                               | Lokata     | Wynik |
| ---- | ------------------------------------- | -------- | ----------------------------------------- | ---------- | ----- |
| 2013 | Mistrzostwa świata juniorów młodszych | Donieck  | bieg na 100 metrów przez płotki (76,2 cm) | 3. miejsce | 13,29 |
| 2015 | Mistrzostwa panamerykańskie juniorów  | Edmonton | sztafeta 4 × 100 metrów                   | 1. miejsce | 43,79 |
| 2021 | World Athletics Relays                | Chorzów  | sztafeta 4 × 100 metrów                   | 1. miejsce | 43,27 |
| 2022 | Halowe mistrzostwa świata             | Belgrad  | bieg na 60 metrów                         | 2. miejsce | 6,99  |
| 2024 | Halowe mistrzostwa świata             | Glasgow  | bieg na 60 metrów                         | 5. miejsce | 7,08  |
| 2025 | Halowe mistrzostwa świata             | Nankin   | bieg na 60 metrów                         | półfinał   | 7,19  |
| 2025 | World Athletics Relays                | Kanton   | sztafeta 4 × 100 metrów                   | 4. miejsce | 42,38 |

## Rekordy życiowe
- Bieg na 60 metrów (hala) – 6,99 (2022)
- Bieg na 60 metrów przez płotki (hala) – 7,98 (2017)
- Bieg na 100 metrów – 10,96 (2017)
- Bieg na 100 metrów przez płotki – 12,85 (2017)